# Lopar
Lopar je općina u Primorsko-goranskoj županiji, na sjeverozapadnoj strani otoka Raba. U općini je samo jedno naselje - Lopar.

## Zemljopis
Općina Lopar nalazi se na sjeveru otoka Raba, na izuzetno povoljnom geografsko-prometnom i geografsko-turističkom položaju u odnosu na europsko i domaće turističko tržište.
Povoljne mikroklimatske prilike obilježava srednja godišnja temperatura od 14,9°C te godišnja količina oborina od 1108,8 mm, što je odlika prijelazne klime između maritimne i kontinentske. Zbog svojih geografskih i klimatoloških obilježja Lopar obiluje pješčanim plažama (Rajska plaža). 
Najbliže naselje je Supetarska Draga (4 km južno).

## Stanovništvo
Prema popisu stanovnika iz 2001. godine općina Lopar imala je 1191 stanovnika (naselje je tada bilo u sastavu grada Raba). Lopar je sada zasebna samoupravna jedinica, a 2021. godine imao je 1107 stanovnika.
| broj stanovnika | 474   | 516   | 651   | 687   | 664   | 708   | 708   | 712   | 921   | 978   | 1259  | 1229  | 1056  | 1215  | 1191  | 1263  | 1107  |
|                 | 1857. | 1869. | 1880. | 1890. | 1900. | 1910. | 1921. | 1931. | 1948. | 1953. | 1961. | 1971. | 1981. | 1991. | 2001. | 2011. | 2021. |

## Povijest
Današnji Lopar nastao je kao naselje još od mlađega kamenog doba pa sve do 4. stoljeća pr. Kr. Tada na ovoj lokaciji nastaje starogrčka vojna utvrda, čiji ostatci i danas postoje. Lopar je jedno od najstarijih naselje na otoku Rabu koje je trebalo biti uređivano kao i grad Rab, no razvoj je naglo prekinut.

### Sveti Marin
Od povijesnih osoba svakako je najvažniji Sveti Marin. Živio je u 3. i 4. stoljeću, a po zanimanju je bio kamenoklesar. Za vrijeme rimskoga cara Dioklecijana provosili su se progoni kršćana pa je Marin pobjegao s prijateljem u Rimini, gdje su se sklonili u pustinjačke spilje iznad luke. Sveti Gaudencije, riminski biskup, stupio je u kontakt s dvojicom Rabljana, krstio ih, kasnije zaredio za đakone i dao im imena Marin i Lav po dvojici mučenika (tal. Marino i Leo). Sv. Marin je mnoge obratio na kršćanstvo. Služio je kršćanima koji su bili na prisilnomu radu zbog svoje vjere. Jedna mentalno poremećena žena lažno je govorila da je s njim u braku, pa je otišao živjeti u spilju podno brda Monte Titano kao pustinjak. Umro je prirodnom smrću, a relikvije mu se čuvaju u bazilici nazvanoj po njemu.
Zaštitnik je Republike San Marino, klesara, đakona i lažno optuženih ljudi. Talijani ga zovu san Mario, a Englezi saint Marinus. Poznat je u svijetu i pod imenima Marinao, Marinus od San Marina, Marinus Dalmatinac i Marinus od Dalmacije.
Spomendan mu je 3. rujna, što je i državni praznik u San Marinu.

## Gospodarstvo
Prirodno bogatstvo, bogata prošlost i kulturno-povijesno naslijeđe osnove su turističke djelatnosti. Razvojem turizma smanjen je udio poljoprivrednoga stanovništva, a povećan udio zaposlenih u uslužnim djelatnostima. Pod općinu Lopar pripada i industrijska zona Sorinj (samo u Loparu od cijelog otoka postoji industrijska zona) u kojoj se nalazi kamenolom, betonara i mjesto za otpad. Malo dalje od Sorinja nalazi se i vidikovac posvećen Hajduku koji gleda na naselje Supetarsku Dragu.

## Spomenici i znamenitosti
U mjestu postoje dvije crkve: župna crkva sv. Ivana Krstitelja i zavjetna crkva Rođenja Blažene Djevice Marije. Crkva BDM svoj dan slavi 8. rujna, kada vjernici slave rođenje BDM. U mjestu je taj dan poznat kao „Mala Gospa” i to je dan proštenja.

## Obrazovanje
- Područna škola Ivana Rabljanina Lopar

## Kultura
- KUD San Marino
- Pjevački zbor Murtelice

## Šport
- MNK Lopar
- MNK Nevera
- MNK UVDR
- Malonogometni turnir za dan Male Gospe, božićni i uskrsni turnir

U Loparu se nalazi športska dvorana, nasuprot područnoj školi.

## Vanjske poveznice
- Općina Lopar
- Turistička zajednica Lopara  Arhivirana inačica izvorne stranice od 16. studenoga 2011. (Wayback Machine) (hrv.) (njem.) (engl.) (tal.) (mađ.)